# Tymen Jacobsz. Hinlopen

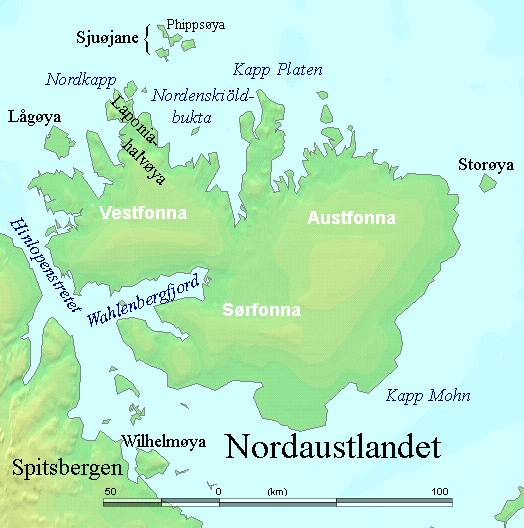
Kaart van Spitsbergen met links de Hinlopen Strait

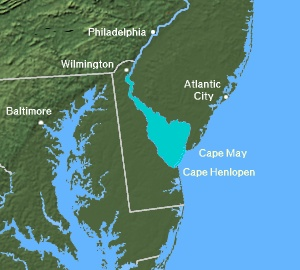
Delaware Bay met Cape Henlopen

Tymen Jacobsz. Hinlopen (1572 - 7 augustus 1637) was een van de bewindhebbers van de Noordsche Compagnie en regent van het Oude Mannen en Vrouwenhuis. Zijn naam is bewaard gebleven in de Straat Hinlopen bij Spitsbergen, een 150 km lange, en door drijfijs lastig te bevaren zeestraat. Hinlopen wordt ook in verband gebracht met Cape Henlopen (Delaware), destijds de meest zuidelijke grens van Nieuw-Nederland.
Hij groeide op in de bocht van de Nieuwendijk en verhuisde bij zijn huwelijk naar het Singel. In 1621 was hij betrokken bij het faillissement van Jacques Nicquet. De boekhouding werd zoekgemaakt en het huis leeggehaald, en de schuldeisers kwamen hun beklag doen. In 1628 nam hij deel in een compagnie om graan te kopen in Rusland. Isaac Massa werd uitgezonden om een licentie te bemachtigen. Samen met Samuel Godijn, de schoonvader van twee Trippen (Jacob en Hendrik Trip), had Tymen schipper Cornelis Jacobsz. May in dienst genomen om pelshandel met de Indianen te drijven. De investeerders, zagen velerlei mogelijkheden voor exploitatie van het gebied. De walvisvangst zou een aanvullende economische activiteit moeten worden en men zag eveneens perspectieven voor landbouw. In 1629 investeerden ook Michiel Pauw, Albert C. Burgh, Samuel Blommaert, Peter Minuit en Kiliaen van Rensselaer in dit project.
Hij kocht in 1629 een buitenhuis in het Gooi, Oud Bussem en bezat een derde van de Groenlandsche pakhuizen op de Keizersgracht. In 1631 kocht hij een huis op de Kloveniersburgwal, naast het latere Trippenhuis. Hij woonde naast Johannes Uyttenbogaert, de predikant, Joannes de Renialme, een kunsthandelaar en had een goede verstandhouding met Vondel, die regelmatig langs kwam, ook op zijn buiten in Naarden. Daar waren zijn buren Andries de Graeff en opnieuw Uyttenbogaert. 
Hinlopen had vier ongetrouwde kinderen, die bij elkaar bleven wonen. Hun buitenhuizen, waren Rustenburgh en Eickhof. Van verder belang zijn zijn zoon Michiel Hinlopen als verzamelaar van prenten, zijn broer Jacob J. Hinlopen, een lakenhandelaar, met als eerste van de familie een zetel in de vroedschap van Amsterdam, en zijn neven Jan en Jacob. Deze beide takken hadden weinig contact onder elkaar, er werd niet onderling uitgehuwelijkt. Ze hadden elk hun verzamelobject en steunden niet dezelfde dichters.